# Trachycarpidium tisserantii
Trachycarpidium tisserantii är en bladmossart som beskrevs av Hugh Neville Dixon och Potier de la Varde 1928. Trachycarpidium tisserantii ingår i släktet Trachycarpidium och familjen Pottiaceae. Inga underarter finns listade i Catalogue of Life.